# Devanir King
Pour les articles homonymes, voir King.
Joaquim Devanir Ferreira do Carmo, plus connu sous le nom de Devanir King ou King, né le 1er juillet 1970 à São Paulo, est un footballeur brésilien naturalisé portugais, évoluant au poste de défenseur central.

## Biographie
Né à São Paulo, King rejoint le SC Braga dans l’élite portugaise en 1992. Il fait ses débuts le 13 septembre 1992 lors d’une défaite à l’extérieur contre le SC Farense, et dispute 11 autres matchs de championnat au cours de sa première saison 1992-1993. Sa deuxième année est celle de la révélation : il accumule 30 apparitions en championnat, formant la charnière défensive aux côtés de Jorge Ferreira ou de Sérgio Abreu,.
En 1994, King rejoint le SC Farense, où il dispute près de 30 matchs de championnat dès sa première saison, s’associant en défense avec Jorge Soares dans l’équipe dirigée par Paco Fortes. Un an seulement après son arrivée à Faro, il surprend en signant en prêt au SL Benfica. Il n’y joue qu’un seul match, le 12 septembre 1995, lors d’une victoire 3-1 contre le K Lierse SK en Coupe UEFA 1995-1996.
Après cette courte expérience, il rejoint LB Châteauroux pour six mois en D2 française. En décembre 1996, à 26 ans, il signe à l’Atlético de Madrid, où il est immédiatement affecté à l’équipe réserve, en D2 espagnole. Il y fait ses débuts le 11 janvier 1997 lors d’un succès à l’extérieur contre la Real Madrid Castilla, et totalise 20 matchs de championnat cette saison-là. Sa deuxième année à Madrid est moins réussie, ce qui le pousse à retourner à Farense en 1998, où il retrouve Paco Fortes,.
Il retrouve une place de titulaire régulier, avec 25 matchs lors de son retour en 1998–1999, mais voit son temps de jeu chuter la saison suivante, devenant remplaçant.
Libéré par Farense, il passe un an sans jouer, s’entraînant avec le syndicat des joueurs professionnels (SJPF), aux côtés d’autres joueurs sans club. À 31 ans, il s’engage en 2001 avec Algeciras CF en D3 espagnole, disputant 18 rencontres.
Un an plus tard, King s’engage en Grèce avec Ionikos, en première division, où il reste quatre ans et approche les 100 matchs de championnat. Il prend sa retraite en 2009, après trois saisons dans les divisions inférieures grecques.
En 2012, il devient entraîneur adjoint au Panathinaïkós. Il quitte ensuite le club pour rejoindre le PAE Veria, en tant qu’adjoint et traducteur de l'entraîneur néerlandais Ton Caanen (en), poste qu’il occupe toujours.

## Palmarès
LB Châteauroux
- Division 2 (1) :
  - Champion : 1995-96.